# Goyescas
Goyescas è un'opera in un atto e tre quadri, scritta nel 1911 dal compositore spagnolo Enrique Granados, che la compose su libretto spagnolo di Fernando Periquet y Zuaznabar traendo il materiale musicale dall'omonima e coeva sua suite per pianoforte. L'opera fu eseguita per la prima volta al Metropolitan Opera House di New York il 28 gennaio 1916.

## La storia delle rappresentazioni
La Prima Guerra Mondiale in corso impedì la rappresentazione all'Opéra di Parigi e così la prima di Goyescas ebbe luogo il 28 gennaio 1916 al Metropolitan Opera House di New York, divenendo peraltro la prima opera in spagnolo eseguitavi. Rappresentata insieme coi Pagliacci di Ruggero Leoncavallo, nel cast figuravano Giovanni Martinelli e Giuseppe De Luca.
La produzione teatrale fu diretta da Jules Speck, la scenografia fu curata dal milanese Antonio Rovescalli e i costumi da G. B. Santoni, che si ispirò ai dipinti di Francisco Goya.

## Sfondo
Dopo l'accoglienza entusiasta della suite per pianoforte, entrata a pieno titolo nel grande repertorio pianistico, Granados fu incoraggiato a comporre l'opera da Ernest Schelling, pianista che aveva eseguito la suite per la prima volta negli Stati Uniti.
Scrisse Granados: «Io sono innamorato della psicologia di Goya, della sua tavolozza, di lui, della sua musa, la duchessa di Alba, dei suoi litigi con i suoi modelli, i suoi amori e lusinghe. Quella rosa biancastra delle guance, in contrasto con la miscela di velluto nero; quelle creature sotterranee, con mano di madre-perla e gelsomino che poggia su bigiotteria a getto, mi hanno posseduto».
La composizione dell'opera si basò dunque sui temi dalla suite per pianoforte, che Granados orchestrò e accrebbe per formarne un'opera in tre scene, con il libretto adattato alle melodie esistenti.
Il successo della prima newyorkese di Goyescas fu tale che il presidente Thomas Woodrow Wilson invitò Granados ad eseguire un recital pianistico alla Casa Bianca, costringendolo a rimandare il suo ritorno in Spagna. Il rinvio, però, fu fatale. Nel viaggio intrapreso qualche settimana più tardi, Granados e sua moglie persero la vita nell'affondamento del piroscafo francese SS Sussex, che fu silurato da un sommergibile tedesco nel canale della Manica il 24 marzo 1916.

## Ruoli
| Ruolo       | Voce         | Interpreti, 28 gennaio 1916 (Direttore: Gaetano Bavagnoli) |
| ----------- | ------------ | ---------------------------------------------------------- |
| Rosario     | soprano      | Anna Fitziu                                                |
| Fernando    | tenore       | Giovanni Martinelli                                        |
| Pepa        | mezzosoprano | Flora Perini                                               |
| Paquiro     | baritono     | Giuseppe De Luca                                           |
| Un Cantante | tenore       | Max Bloch                                                  |

## Sinossi
La storia di Goyescas si basa su una serie di sei dipinti della carriera iniziale di Francisco Goya, ispirate ai giovani uomini e donne stereotipati del majismo, una moda della capitale spagnola del Secolo d'oro. I majos e le majas erano noti per il loro atteggiamento bohemien e fatuo. La scena di apertura è basata direttamente sul quadro del 1791 'El Pelele', dipinto per Carlo IV di Spagna per essere esposto nella sua filanda, anche se il quadro implica una satira della popolarità del monarca.

### Quadro Primo
I majos e le majas si stanno godendo un pomeriggio al di fuori della Chiesa di San Antonio de la Florida. Mentre il fiume Manzanares si snoda in lontananza, questi amanti del divertimento in compagnia trascorrono il loro tempo di danze, feste e un gioco tradizionale conosciuto come il pelele. Questo gioco si fa con un pupazzo di paglia che viene gettato in aria da un gruppo utilizzando un lenzuolo disteso. Mentre flirtano e chiacchierano, Paquiro entra, circondato da donne. Egli chiama tutti gli unici fiori del giardino signore, e svenire per lui, ma tutti sanno chi presumibilmente appartiene. Pepa entra in scena in sella e gli uomini si affollano intorno a lei, mentre lei li ringrazia per averla fatta sentire la benvenuta. Improvvisamente, l'attenzione è attirata da due lacchè riccamente vestiti che portano una portantina, in cui la signora di nobili natali Rosario aspetta il suo amante. Senza perdere tempo Paquiro si avvicina a questa donna misteriosa. Egli ricorda un momento in cui è apparsa in una delle loro serate illuminate da lanterne, e la invita ancora una volta quella stessa notte. Rosario lo ignora, ma la sua indifferenza non convince Fernando, capitano della guardia reale, che stava nascosto per spiare lei e Paquiro. Fernando presuppone che stessero flirtando e anche se lei categoricamente nega non si fida di lei. Continuano a discutere mentre Pepa e le altre donne li deridono. Fernando decide che Rosario potrà accettare l'invito, ma che lui la accompagnerà. Intanto, dopo aver condiviso i loro piani per rovinare gli amanti, Pepa e Paquito se ne vanno.

### Quadro secondo
Al ballo, quella notte, tutte le majas stanno ballando, mentre i majos guardano con entusiasmo. Fernando entra trascinando Rosario, che Pepa prende in giro mentre entra attraverso la porta. Fernando assicura Rosario che difenderà il suo onore. A questo punto, Paquiro fa mostra di chiedere a Rosario di ballare e Pepa si intromette gelosamente. Fernando insulta l'onore di Paquiro, mentre Rosario protesta. Paquiro propone un duello per dimostrare il suo valore. Inizia una rissa, le donne tengono indietro Paquiro e gli uomini accorrono a supportare Fernando, mentre Rosario sviene per l'emozione. Dopo aver concordato l'ora e il luogo del duello, Fernando se non va con Rosario. Pepa, tornando al centro dell'attenzione, impegna la folla in un fandango.

### Quadro terzo
Più tardi quella notte, Rosario siede su una panchina nel giardino del palazzo, ascoltando il triste canto di un usignolo sotto la luce della luna. Mentre sta per tornare dentro, Fernando si avvicina alla casa e la chiama. Lei risponde con dolore, ma sempre con amore, e dubita delle sue promesse di totale devozione. Essi condividono un momento d'amore, rovinato dalla presenza di Paquiro, vestito in un mantello nero con Pepa finale furtivamente. Fernando si prepara a partire e Rosario si aggrappa a lui, pregandolo di rimanere. Fernando si divincola, promettendo di ritornare vittorioso, e va via. Rosario lo segue e il duello ha inizio. Due urla segnalano la fine del duello, quello di Fernando che è stato ferito a morte e quello di Rosario. Paquiro fugge, trascinando il mantello dietro di lui. Rosario trascina Fernando ferito a morte verso la panchina, dove avevano appena condiviso il loro momento di tenerezza. Lei lo tiene contro il suo seno e condividono un ultimo bacio prima che lui muoia tra le sue braccia.

## Registrazioni
| Anno | Cast (Rosario, Fernando, Pepa, Paquiro)                           | Orchestra                               | Direttore                 | Etichetta     |
| ---- | ----------------------------------------------------------------- | --------------------------------------- | ------------------------- | ------------- |
| 1955 | Consuelo Rubio, Gines Torrano, Ana-Maria Iriarte, Manuel Ausensi  | Orquesta Nacional de España             | Ataúlfo Argenta           | Decca Records |
| 1996 | Maria Bayo, Ramón Vargas, Lola Casariego, Enrique Baquerizo       | Orquesta Sinfónica de Madrid            | Antoni Ros-Marbà          | Auvidis       |
| 2001 | Rafaella Angeletti, Yikun Chung, Francesca Franci, Davide Damiani | Orchestra del Teatro Lirico di Cagliari | Rafael Frühbeck de Burgos | Dynamic       |